# Zamioculcas zamiifolia
Zamioculcas zamiifolia (G.Lodd.) Engl., 1905 è una pianta succulenta della famiglia delle Aracee, originaria dell'Africa orientale. È l'unica specie del genere Zamioculcas. Deve il suo nome all'aspetto fogliare piuttosto simile alle piante del genere Zamia. È conosciuta anche con il nome di "gemma di Zanzibar".

## Descrizione
La Zamioculcas ha fusti carnosi ed eretti, con una crescita piuttosto lenta che li porta all'altezza massima di circa 60 cm. Le foglie, anch'esse carnose, presentano un aspetto lucido ed una forma lanceolata.
La pianta è una sempreverde, ma nei periodi siccitosi tende a diventare decidua. Le inflorescenze, giallastre e simili alle calle, vengono prodotte in vari periodi dell'anno se la pianta si trova in condizioni ottimali.

## Coltivazione
La Zamioculcas è una pianta resistente, adattabile a qualsiasi tipo di terreno e buona anche come pianta d'appartamento. È coltivabile anche in terriccio per piante succulente e preferisce una buona illuminazione, non direttamente sotto i raggi solari; e tollera anche l'ombra. 
L'innaffiatura va fatta circa ogni 7/10 giorni e con moderazione, consentendo al terreno di asciugarsi tra l'una e la successiva. Attenzione alle innaffiature: l'eccesso di acqua potrebbe far marcire le radici e quindi causare la morte della pianta. Riguardo al concime, è preferibile usare quello per piante succulente, circa ogni 3 settimane nel periodo che parte dalla primavera all'autunno.

## Propagazione
La propagazione avviene sia per seme che per talea di foglia (molto facile in acqua). Quest'ultima è più diffusa, vista la facilità di attecchimento della pianta e la relativa difficoltà nel reperire semi.

## Avversità
A livello parassitario, come per molte altre specie, la Zamioculcas teme le cocciniglie.

## Purificazione dell'aria
Questa pianta ha la capacità di depurare l'aria degli ambienti chiusi. Uno studio dell'università di Copenaghen del 2014 ha infatti mostrato la capacità di rimuovere alcuni composti volatili come il benzene, toluene, xilene ed altri.

## Galleria d'immagini

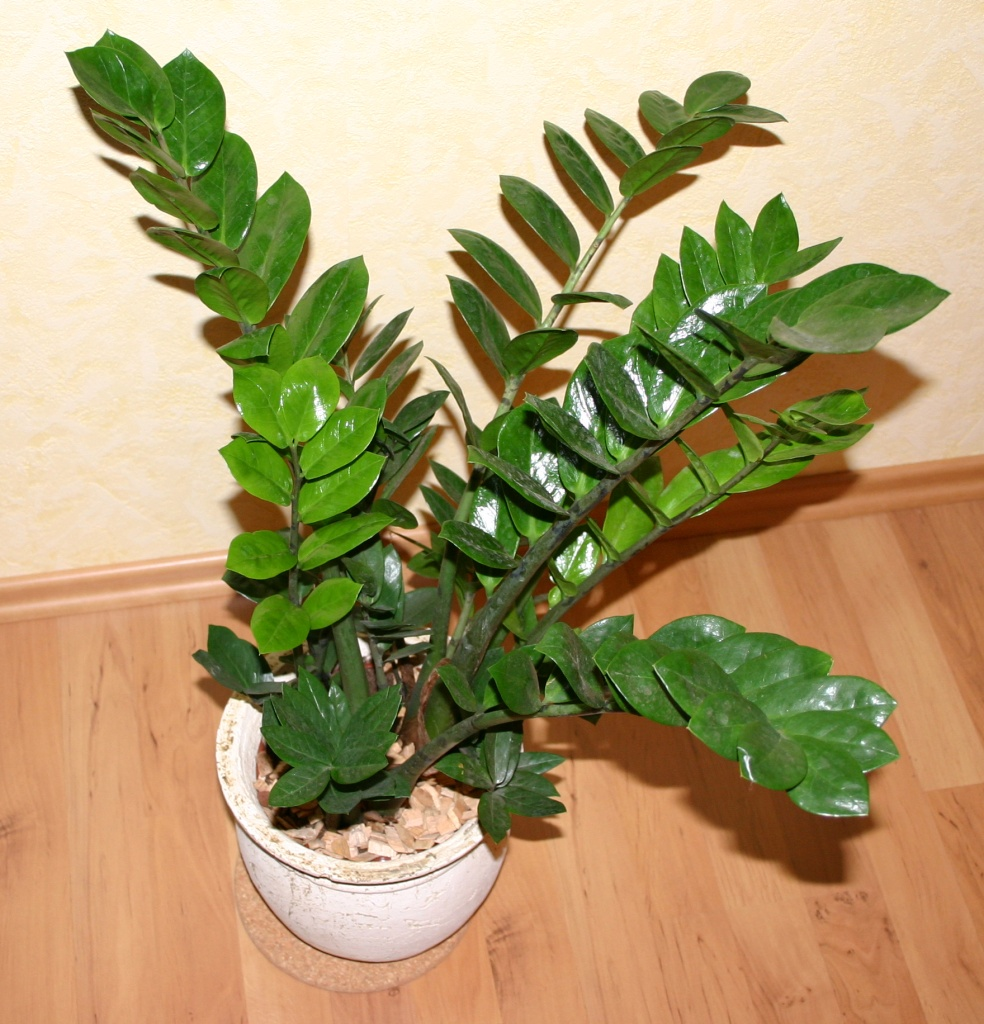
Immagine della pianta
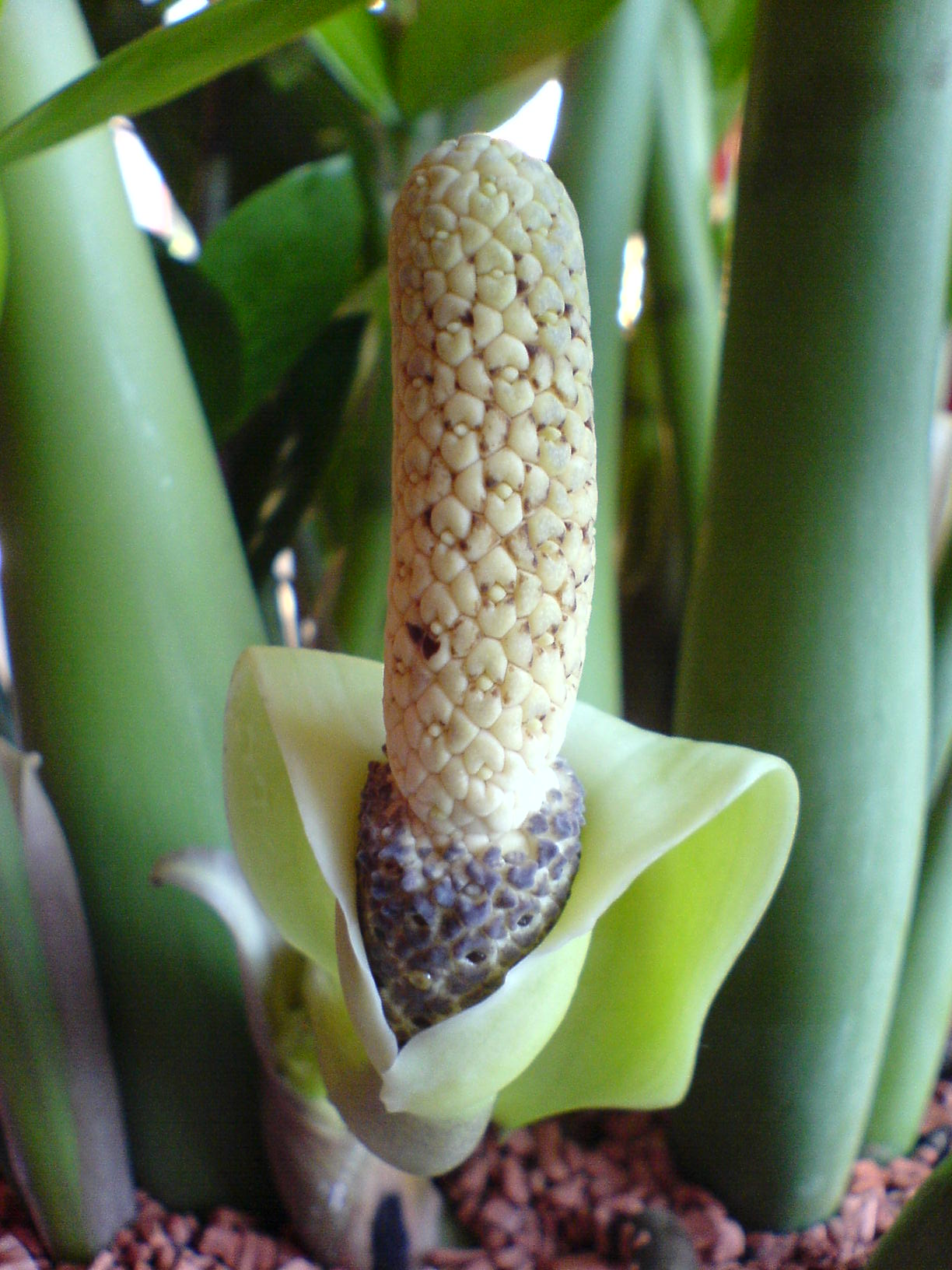
Inflorescenza
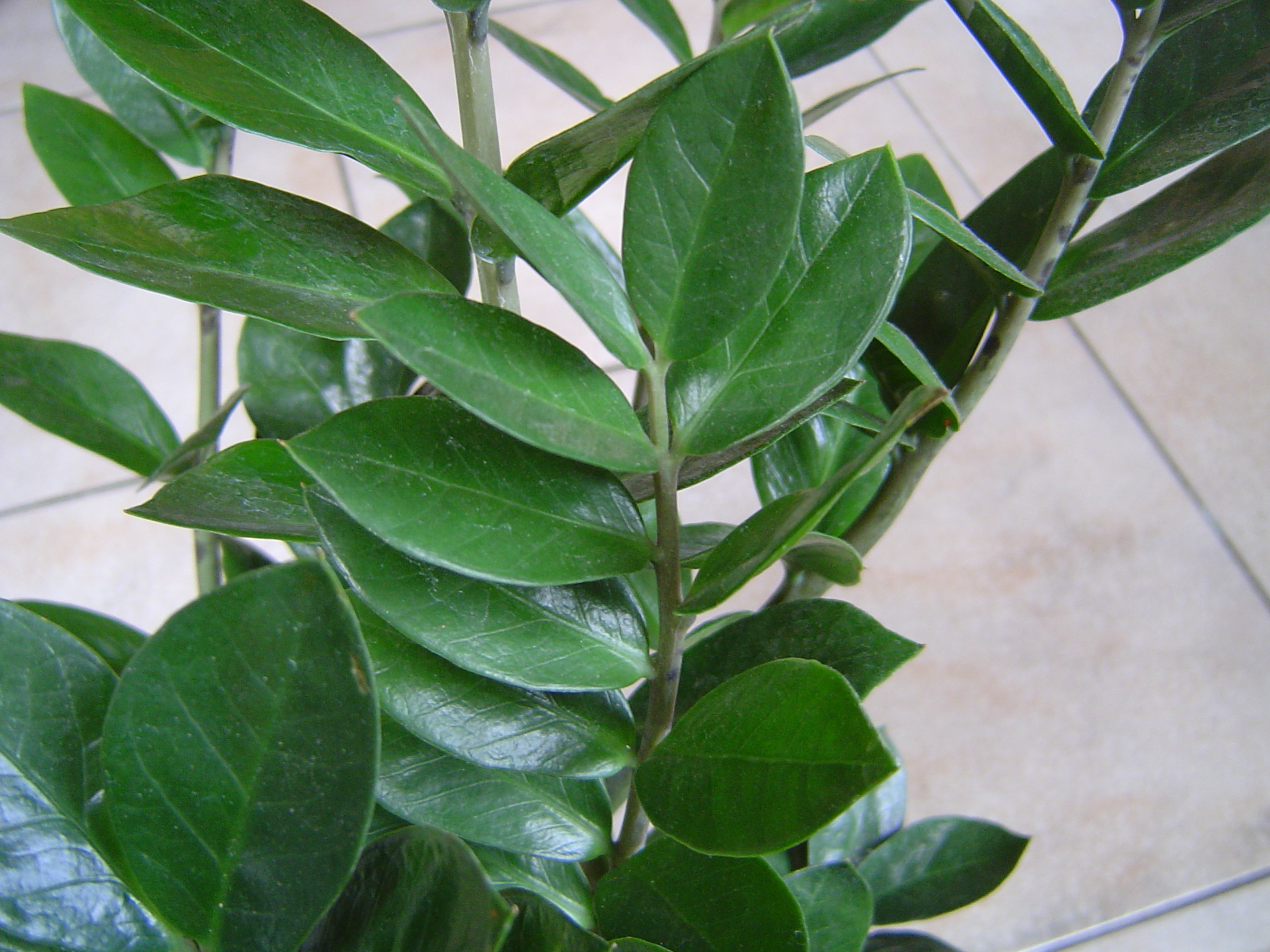
Foglie